# Florent Beeckmanstadion
Florent Beeckmanstadion – stadion piłkarski, położony w mieście Denderleeuw, Belgia. Swoje mecze na tym obiekcie rozgrywa zespół piłkarski FCV Dender EH Jego pojemność wynosi 6 430 miejsc.